# Fehérhasú fregattmadár
A fehérhasú fregattmadár (Fregata andrewsi) a madarak (Aves) osztályának a szulaalakúak (Suliformes) rendjébe, ezen belül a fregattmadárfélék (Fregatidae) családjába tartozó faj.

## Rendszerezése
A fajt Johann Friedrich Gmelin ausztrál ornitológus írta le 1914-ben. Tudományos faji nevét Charles Andrews brit zoológus tiszteletére kapta.

## Előfordulás
Az indiai-óceáni Karácsony-szigeten fészkel. Vonuló faj.

## Megjelenése
Testhossza 100 centiméter, szárnyfesztávolsága 205-230 centiméter.
|  |

## Természetvédelmi helyzete
Az elterjedési területe, egyetlen szigeten fészkel, de nagy területen kóborol, egyedszáma 2400-4800 példány közötti és csökken. A Természetvédelmi Világszövetség Vörös listáján súlyosan veszélyeztetett fajként szerepel.